# 富士化学工業
富士化学工業株式会社（ふじかがくこうぎょう）は、富山県中新川郡上市町に所在する医薬品メーカーである。

## 概要
制酸剤の『ノイシリン』（メタケイ酸アルミン酸マグネシウム）、賦形剤の『フジカリン』および『エフメルト』、アスタキサンチンの原料『アスタリール』を開発している。特にアスタキサンチンは、世界で最初に安定的な商用生産を成功させている。
スプレードライヤーを設備製造スケールで持っているのは、日本国内では同社のみである（2016年時点）。

## 沿革
- 1946年10月10日 - 北陸化学株式会社として設立。当時はパン用イースト菌製造を主体としていた。
- 1954年 - ノイシリンの開発に成功。以降業績が好転する。同年、社名を現在の『富士化学工業』に変更。
- 2001年 - アスタキサンチンの原料『アスタリール』の製造販売を開始。

## 事業所
上市町に本社工場と郷柿沢工場、滑川市に滑川工場、東京都港区に支店が置かれている。

## グループ会社
- アスタリール株式会社
  - AstaReal, Inc.（アメリカ合衆国）
  - AstaReal AB（スウェーデン）
  - AstaReal Pte.Ltd.（シンガポール）
  - AstaReal (India) Private Limited（インド）
- Fuji Chemical Industries USA, Inc.（アメリカ合衆国）

## 関連施設
- 西田美術館 - 富士化学工業が運営する施設の美術館